# Thyreosthenius biovatus
Thyreosthenius biovatus là một loài nhện trong họ Linyphiidae. Chúng được Octavius Pickard-Cambridge miêu tả năm 1875.